# Chris Hill (triatleta)
Chris Hill (Brisbane, 24 settembre 1975) è un triatleta australiano.
È soprannominato "il Professore".

## Carriera
Ha vinto nel 1995 i campionati del mondo di triathlon - categoria junior - di Cancún. Nel 2001 ha vinto la medaglia d'argento ai mondiali di Perth.

## Titoli
- Campione del mondo di triathlon (Junior) - 1995